# Малорита (станція)
Малори́та (біл. Малары́та) — залізнична станція у однойменному місті Берестейської області на лінії Хотислав — Берестя-Центральний між станціями Закрутин (21 км) та Хотислав (12 км). Розташована в однойменному місті Берестейської області.

## Історія
Станція виникла 1873 року під час будівництва Києво-Берестейської залізниці.

## Галерея

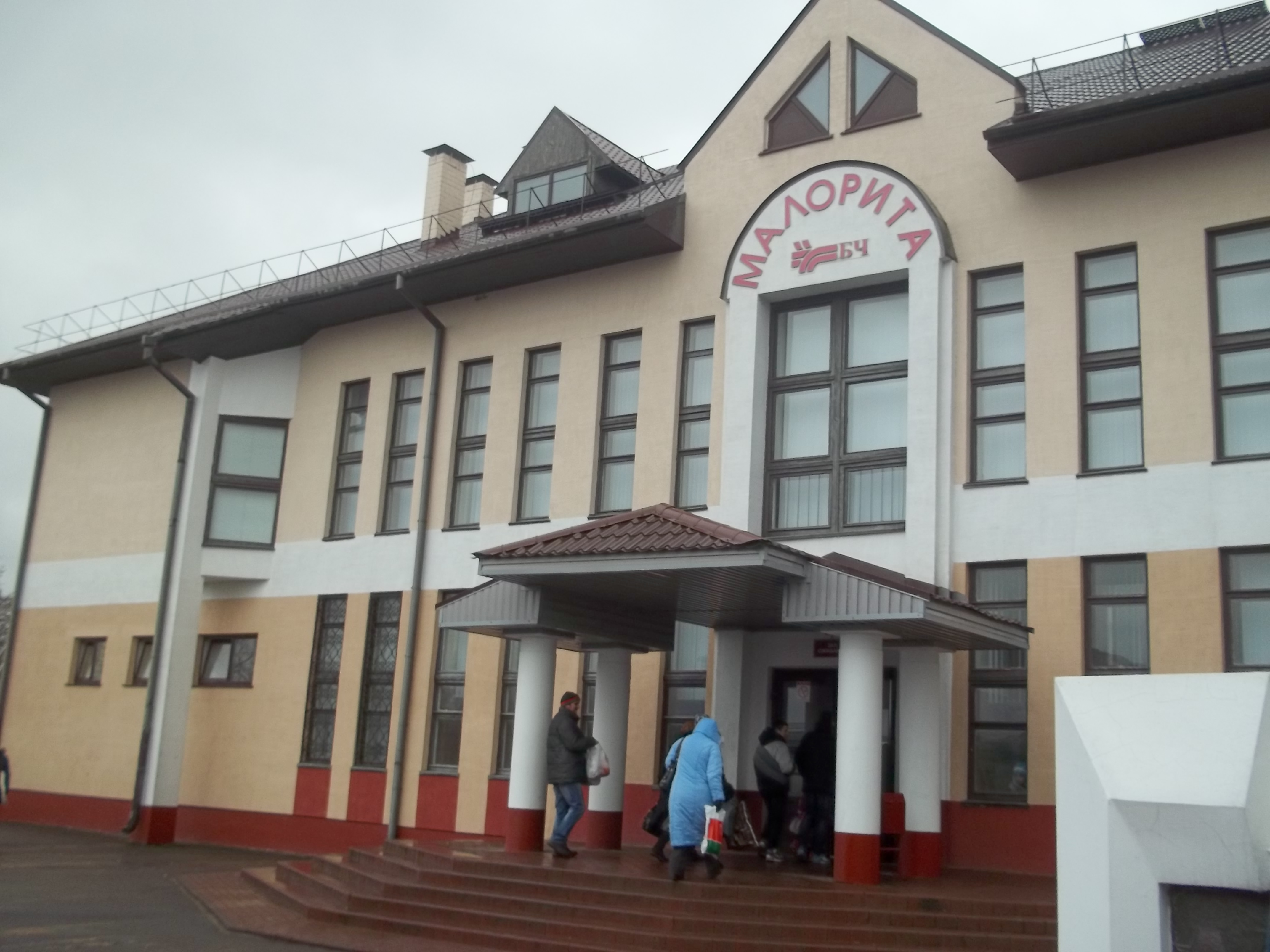
Вокзал
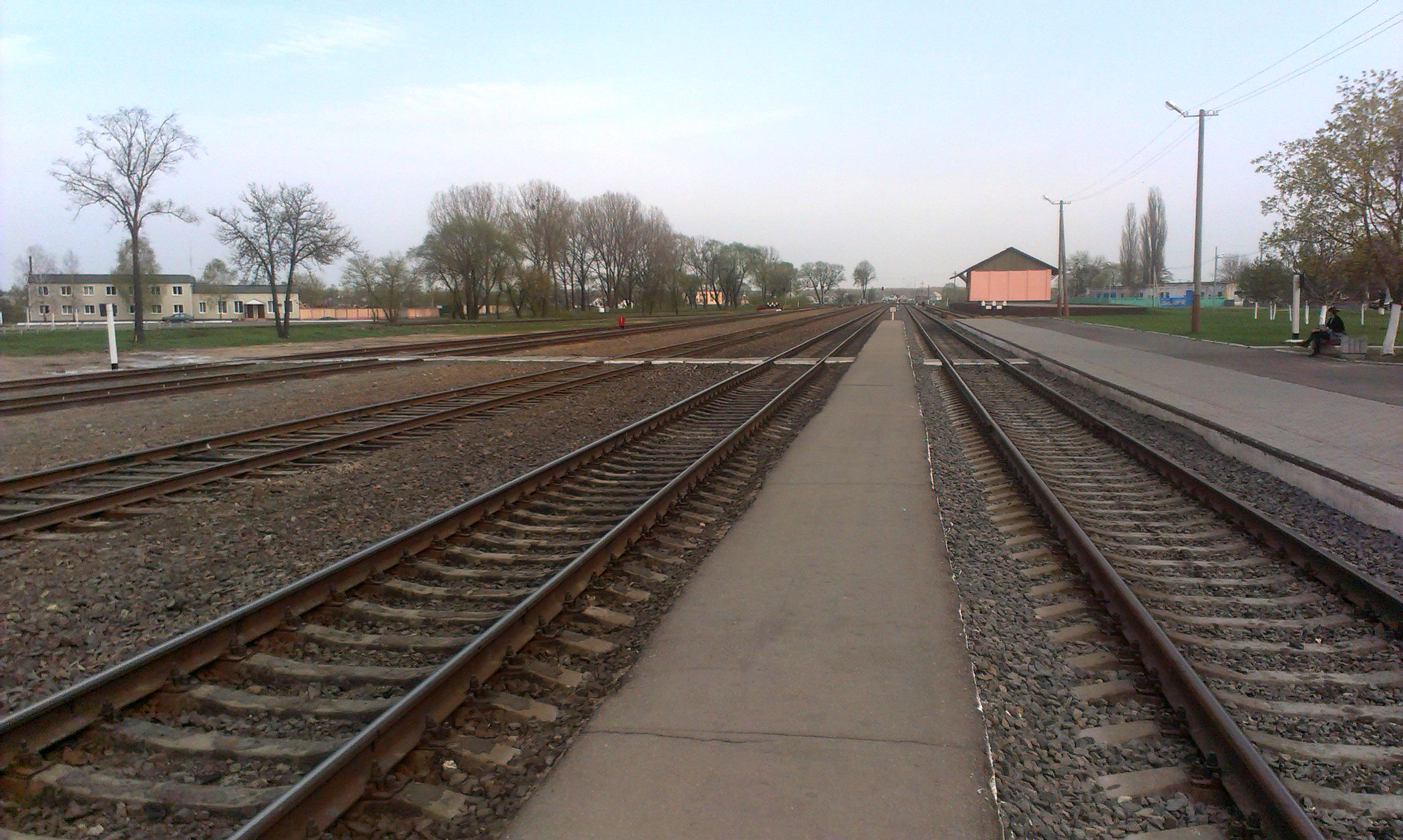
Панорама станції Малорита